# 郑州快速公交
郑州快速公交系统（英語：Zhengzhou Bus Rapid Transit，简称郑州BRT），于2008年动工，自2009年5月22日开始试运营，2009年5月28日正式运营，主线全程采用中央专用车道。一期工程设置中央侧式车站38对76个（其中对位式站台8对，错位式站台30对）。截至2019年5月，郑州快速公交累计客运量20.88亿人次，日均客流量超百万，在全球快速公交系统中排首位。

## 运营线路
目前，郑州快速公交目前开通6条主线及数十条支线，形成几乎覆盖整个郑州中心市区的快速公交网络。

### 主线
B1路由电厂路公交站至中州大道农业路，途经电厂路、秦岭路、航海西路、桐柏南路、长江西路、长江中路、长江东路、通站路、紫东路、紫辰路、城东南路、航海东路、未来路、中州大道。
B2路由西三环化工路发车至中州大道站，途经冉屯路、农业路。
B3路为双向环线，沿三环路及中州大道运行，由于顺逆时针方向停靠站点不同分为内环与外环，皆为46站。
B5路由陇海路西三环始发至郑州东站，共28站，为郑州快速公交首条采用中央岛式站台的线路。
B6路由刘庄公交站至郑州东站北港湾，途径花园路、北三环、东三环、中兴路、金水东路。
B7路由宇通路公交站至郑州东站，主要途径花溪东路、紫金山南路、南三环、东三环、商鼎路、中兴南路。

| 编号 | 编号 | 线路           | 线路 | 线路           | 收费 | 运营商   | 备注             |
| ---- | ---- | -------------- | ---- | -------------- | ---- | -------- | ---------------- |
|      | B1   | 电厂路公交站   | ⇆    | 中州大道农业路 | 1元  | 快速公交 |                  |
|      | B2   | 西三环化工路   | ⇆    | 中州大道站     | 1元  | 快速公交 | 使用无轨电车运营 |
|      | B3   | 航海东路公交站 | ↻    | 航海东路公交站 | 1元  | 快速公交 | 双向环行         |
| ↺    | B3   | 航海东路公交站 |      | 航海东路公交站 | 1元  | 快速公交 | 双向环行         |
|      | B5   | 陇海西路西三环 | ⇆    | 郑州东站       | 1元  | 快速公交 |                  |
|      | B6   | 刘庄公交站     | ⇆    | 郑州东站       | 1元  | 快速公交 |                  |
|      | B7   | 宇通路公交站   | ⇆    | 郑州东站       | 1元  | 快速公交 |                  |

### 支线
除主线外，郑州快速公交还包括数十条“B”开头支线。这些支线均有部分站点停靠快速公交专用站台（B1的某些支线因2019年5月的改线而失去停靠的站台），可与主线进行免费换乘。

| 编号 | 编号 | 线路               | 线路 | 线路                 | 收费 | 运营商     | 备注                   |
| ---- | ---- | ------------------ | ---- | -------------------- | ---- | ---------- | ---------------------- |
|      | B11  | 中州大道黑庄       | ⇆    | 环翠路公交站         | 1元  | 快速公交   |                        |
|      | B12  | 腊梅路公交站       | ⇆    | 火车站北港湾         | 1元  | 公交一公司 |                        |
|      | B13  | 电厂路公交站       | ⇆    | 昆仑路汝河路         | 1元  | 快速公交   |                        |
|      | B15  | 石化路公交站       | ⇆    | 北三环中州大道站     | 1元  | 快速公交   |                        |
|      | B16  | 赣江路公交站       | ⇆    | 商务内环路商务东一街 | 1元  | 快速公交   |                        |
|      | B17  | 经开第八大街公交站 | ⇆    | 火车站南港湾         | 1元  | 公交四公司 | 原33路                 |
|      | B18  | 文化路杲村公交站   | ⇆    | 民生东街正光路       | 1元  | 公交二公司 |                        |
|      | B19  | 省体育中心         | ⇆    | 会展中心内环         | 1元  | 公交二公司 | 原B19路与219路并线而成 |
|      | B20  | 花园路刘庄         | ⇆    | 火车站北港湾         | 1元  | 公交二公司 | 原39路                 |
|      | B23  | 综合投资区         | ⇆    | 建设路西三环         | 1元  | 公交二公司 |                        |
|      | B27  | 金柏路公交站       | ⇆    | 翠竹街郑州外国语学校 | 1元  | 公交一公司 |                        |
|      | B32  | 郑州市福利院       | ⇆    | 郑汴路中州大道       | 1元  | 公交一公司 | 原72路                 |
|      | B38  | 北三环沙口路       | ⇆    | 郑州东站             | 1元  | 公交二公司 | 原163路                |
|      | B50  | 琉璃寺新村         | ⇆    | 火车站北港湾         | 1元  | 公交二公司 | 原10路                 |
|      | B51  | 开元路田园路       | ⇆    | 五龙口公交站         | 1元  | 公交二公司 | 原161路                |
|      | B52  | 天山路公交站       | ⇆    | 农科路经三路         | 1元  | 公交二公司 | 原92路                 |
|      | B53  | 公交集团           | ⇆    | 英才街公交站         | 1元  | 公交五公司 | 原7路                  |
|      | B60  | 南四环京广路       | ⇆    | 火车站               | 1元  | 公交三公司 | 原53路                 |
|      | B67  | 金柏路公交站       | ⇆    | 紫荆山金水路西       | 1元  | 公交一公司 |                        |
|      | B101 | 电厂路公交站       | ⇆    | 石化路公交站         | 1元  | 快速公交   |                        |
|      | B201 | 康桥山海云图公交站 | ⇆    | 五龙口公交站         | 1元  | 快速公交   |                        |
|      | B202 | 中州大道站         | ⇆    | 郑州东站             | 1元  | 快速公交   |                        |
|      | B302 | 中州大道黑庄       | ⇆    | 陇海西路西三环       | 1元  | 快速公交   |                        |
|      | B501 | 航海东路公交站     | ⇆    | 郑州东站             | 1元  | 快速公交   |                        |
|      | B502 | 火车站西广场       | ⇆    | 淮河西路公交站       | 1元  | 快速公交   |                        |

## 车队
郑州快速公交主线配车以车长18米的宇通ZK6180CHEVNPG3型混合动力铰接客车为主，其中B1路和B3路的铰接客车为单侧开门，B2路和B5路因停靠位于道路中央的岛式站台，配车为双侧开门。另外，自2020年起，亦有一批俗称“黑金刚”的宇通U12型智能网联公交车投入郑州快速公交的车队，于B1路和B301路运行。
支线的配车多数为车长12米的纯电动或混合动力客车，包括宇通E12和宇通ZK6125CHEVNPG4等。亦有一些铰接客车于部分客流较高的支线（如B38路、B101路等）运营。
2021年1月1日起，50台宇通ZK5125C型双源无轨电车加入郑州快速公交的车队，与B2路区间运行。

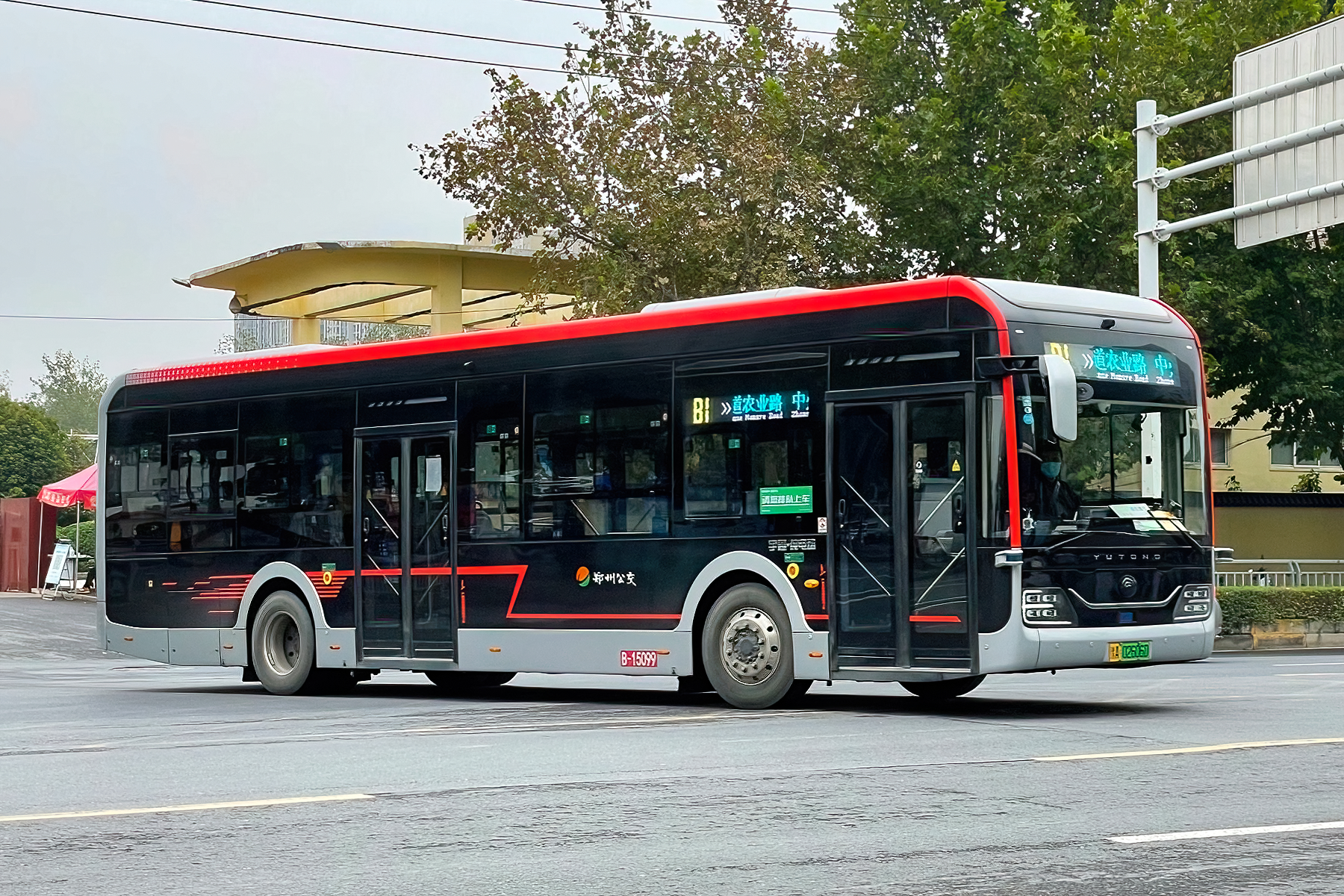
宇通U12智能网联客车（B1路，2021年10月）
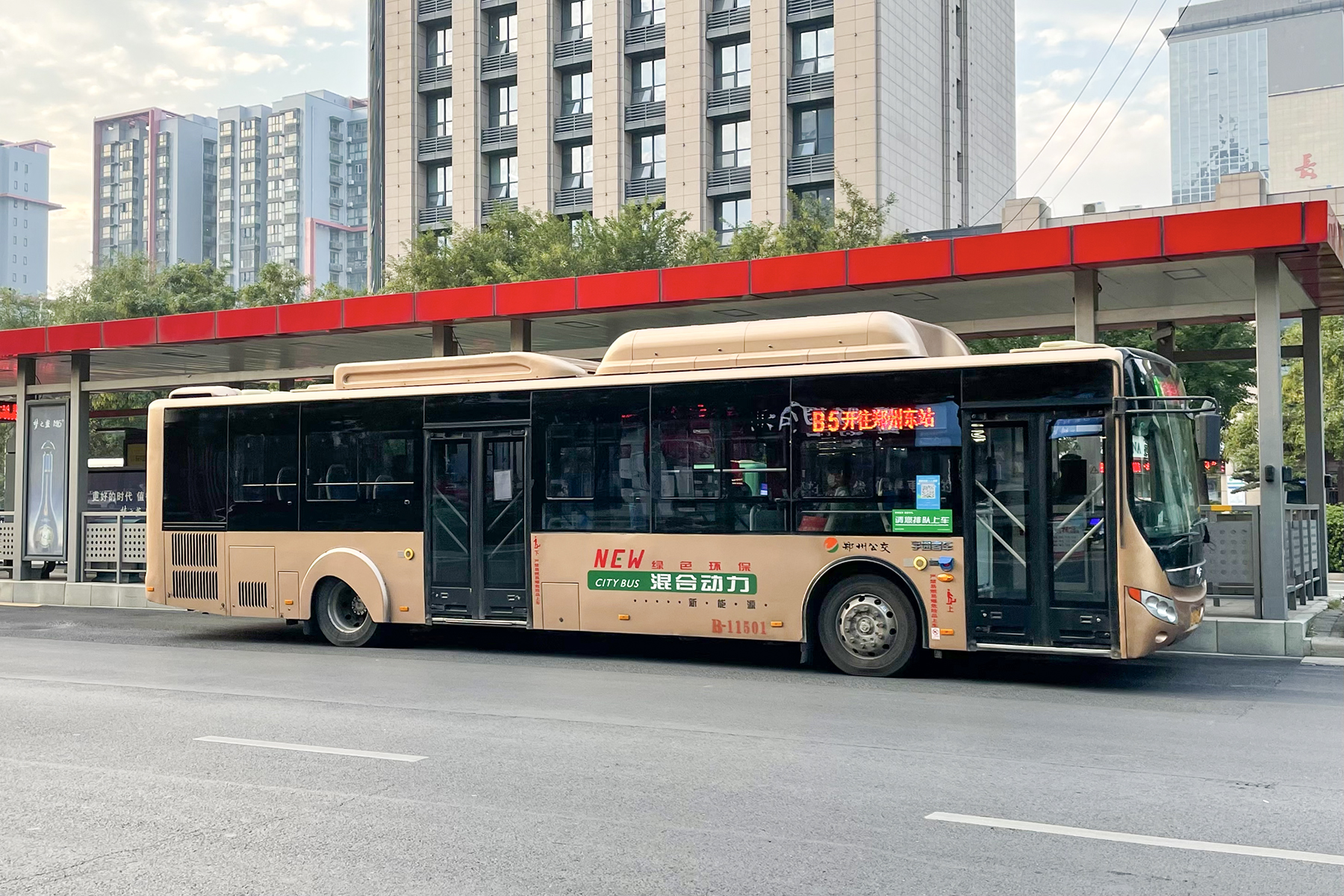
宇通ZK6125CHEVNPG4型混合动力客车（B5路，2022年10月）
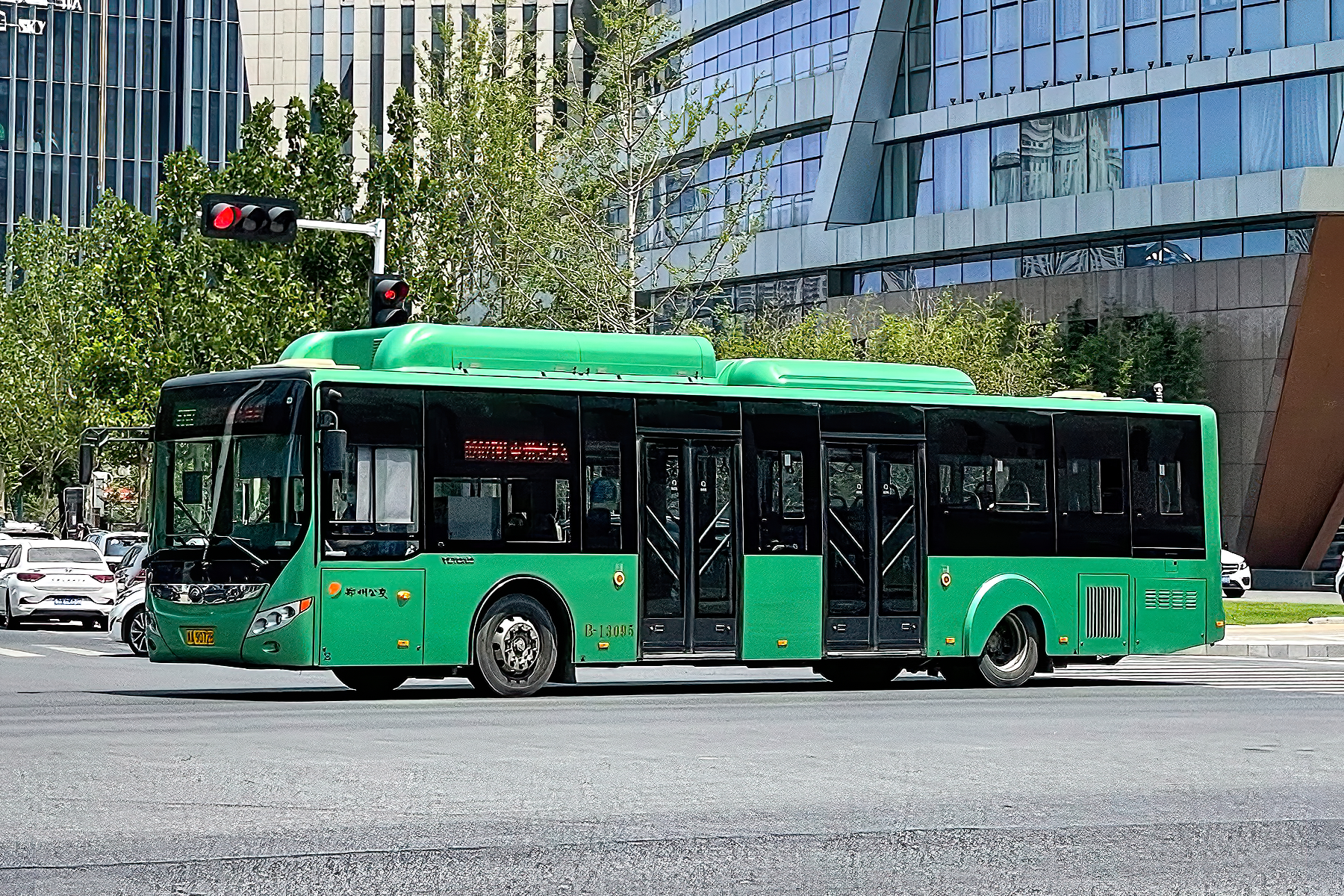
宇通E12型纯电动客车（B202路，2021年8月）
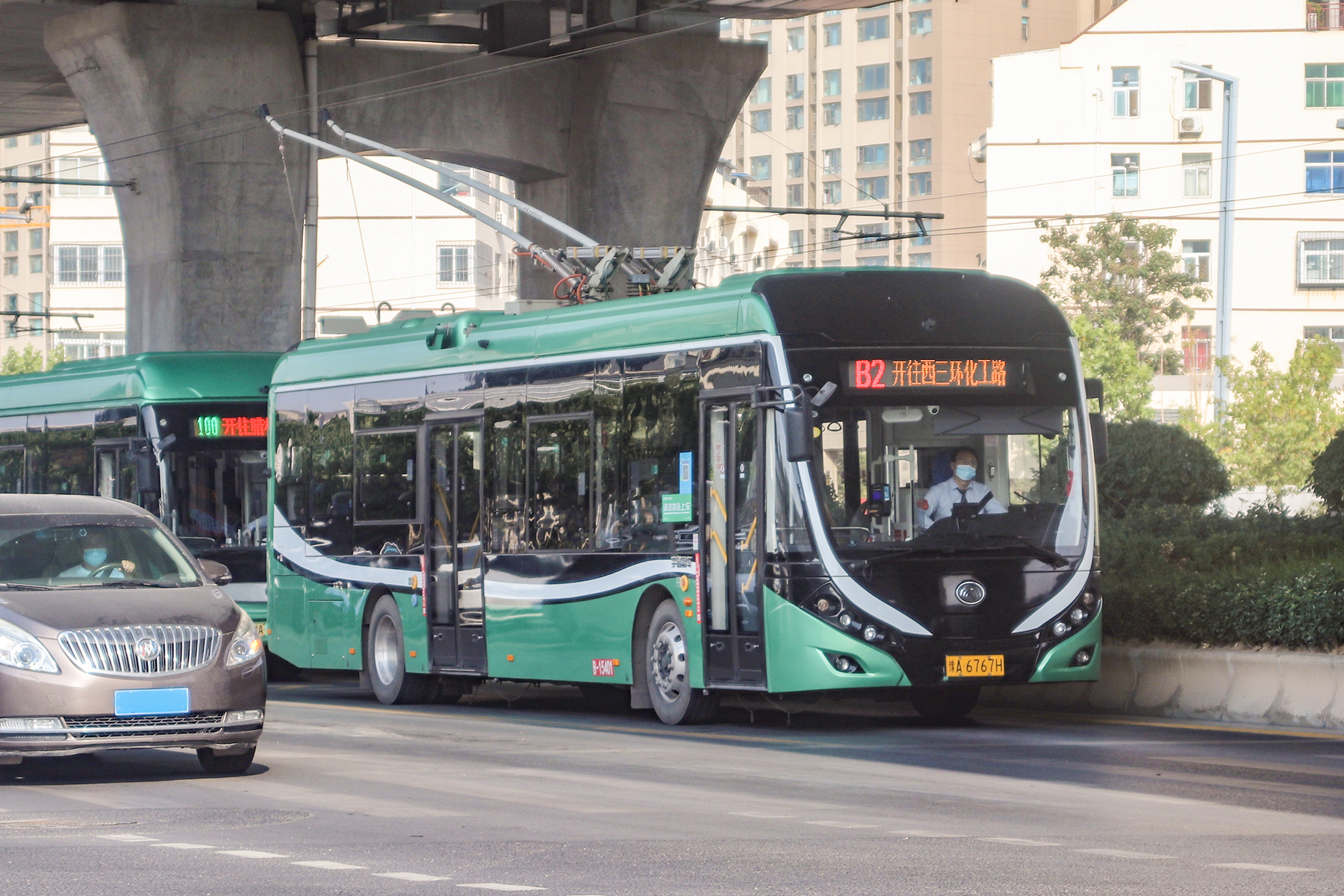
宇通ZK5125C型双源无轨电车（B2路，2022年6月）

### 曾使用车辆
郑州快速公交于2009年5月开通时，主线B1路配属65辆宇通ZK6180HGC型低地板铰接客车，支线车辆则多为宇通ZK6128HGK型低地板巴士，另有部分为宇通ZK6126HG型。后亦曾有宇通ZK6139HGA型三轴客车、宇通ZK6180CHEVG1型混合动力铰接客车等车型于郑州快速公交运行。

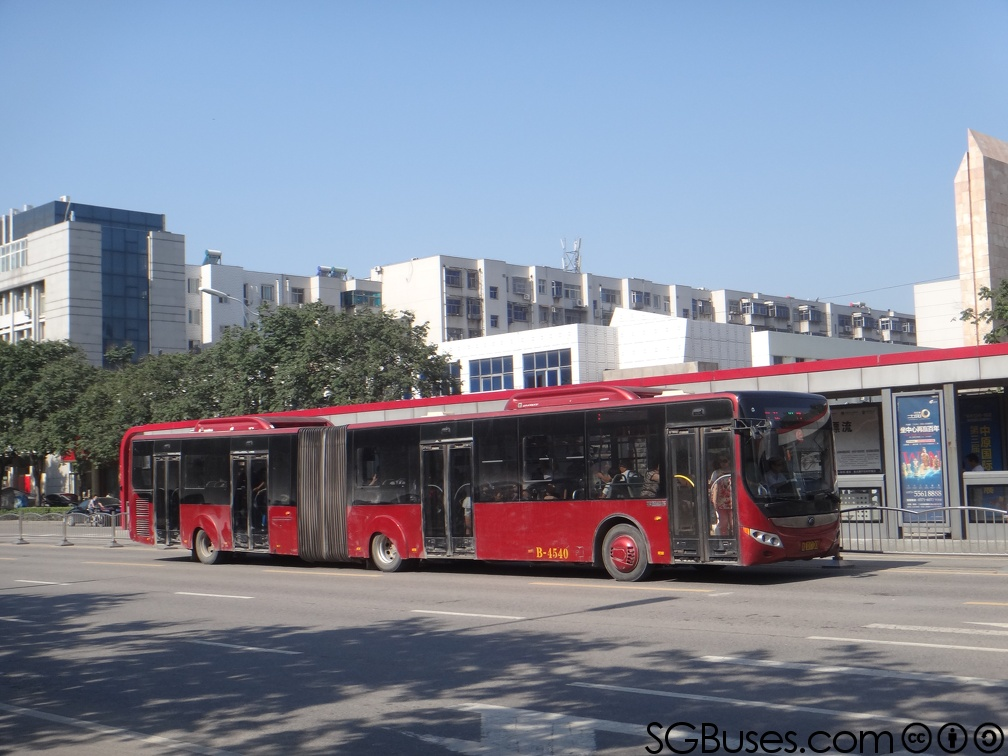
宇通ZK6180HGC型（B1路，2014年7月）
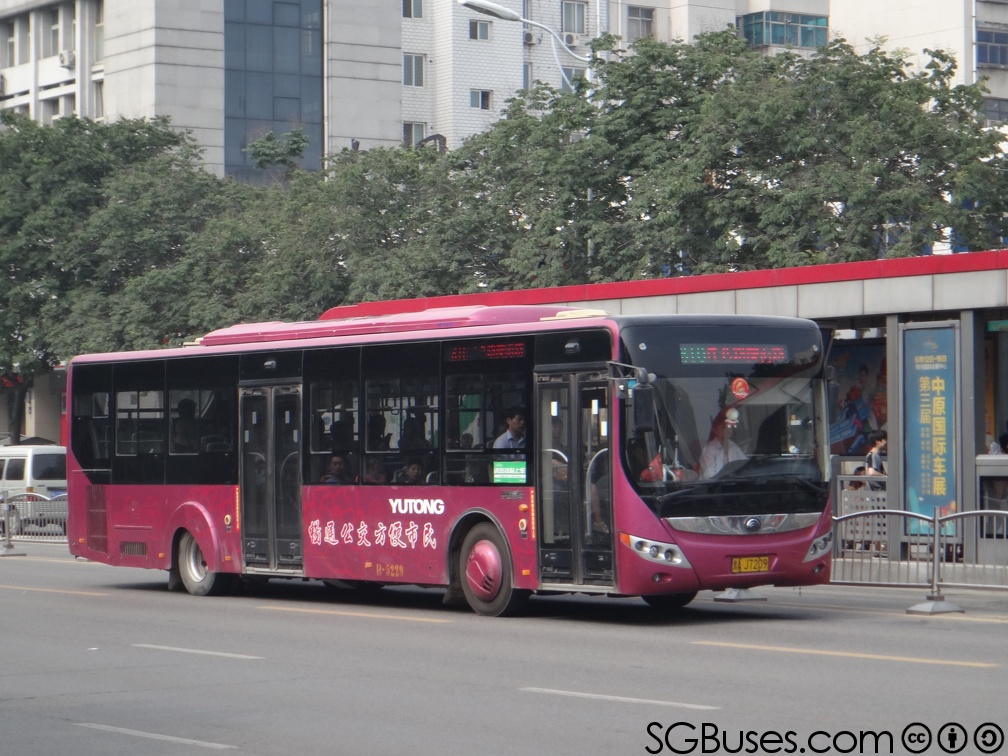
宇通ZK6128HGK型（B10路，2014年7月）
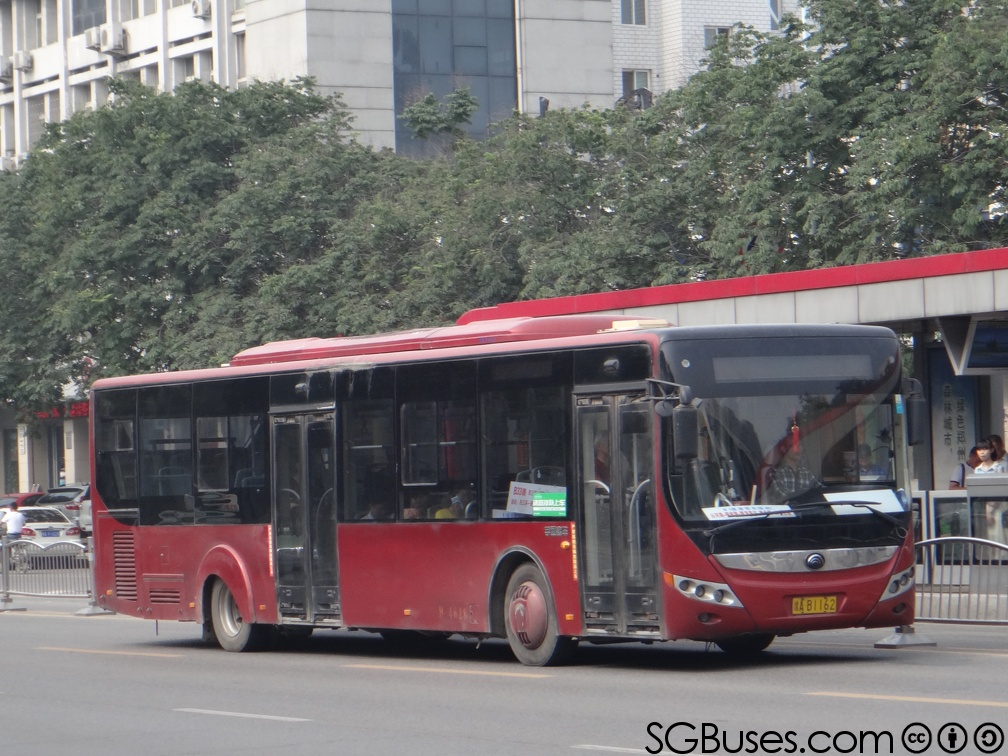
宇通ZK6128HGK型（B1路，2014年7月）
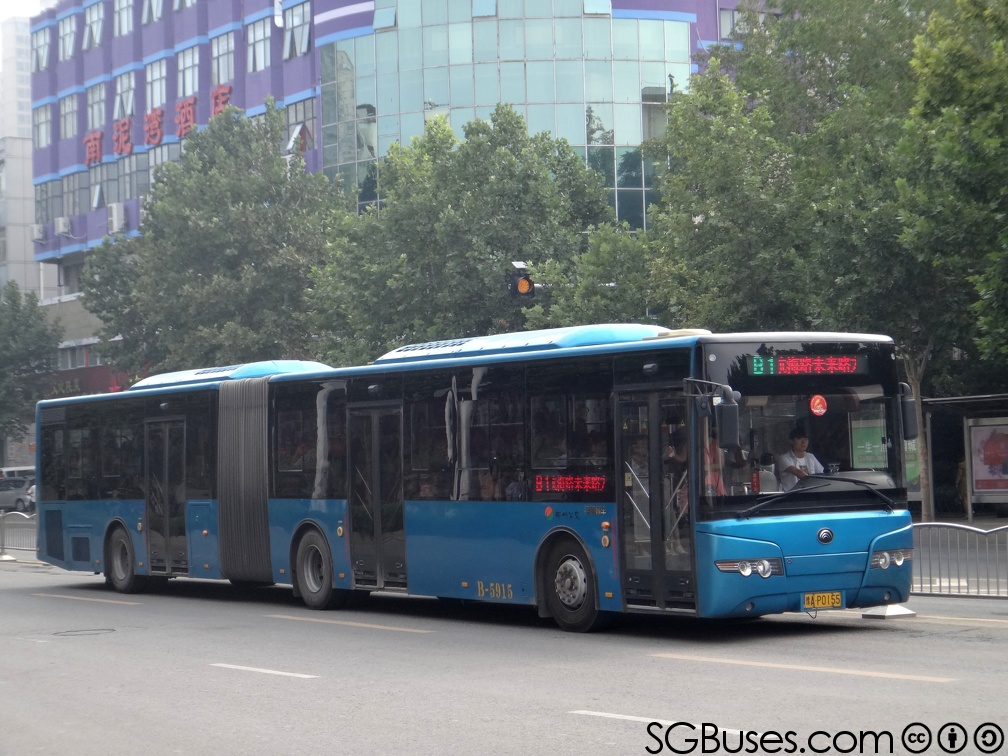
宇通ZK6180HGC型（B1路，2014年7月）
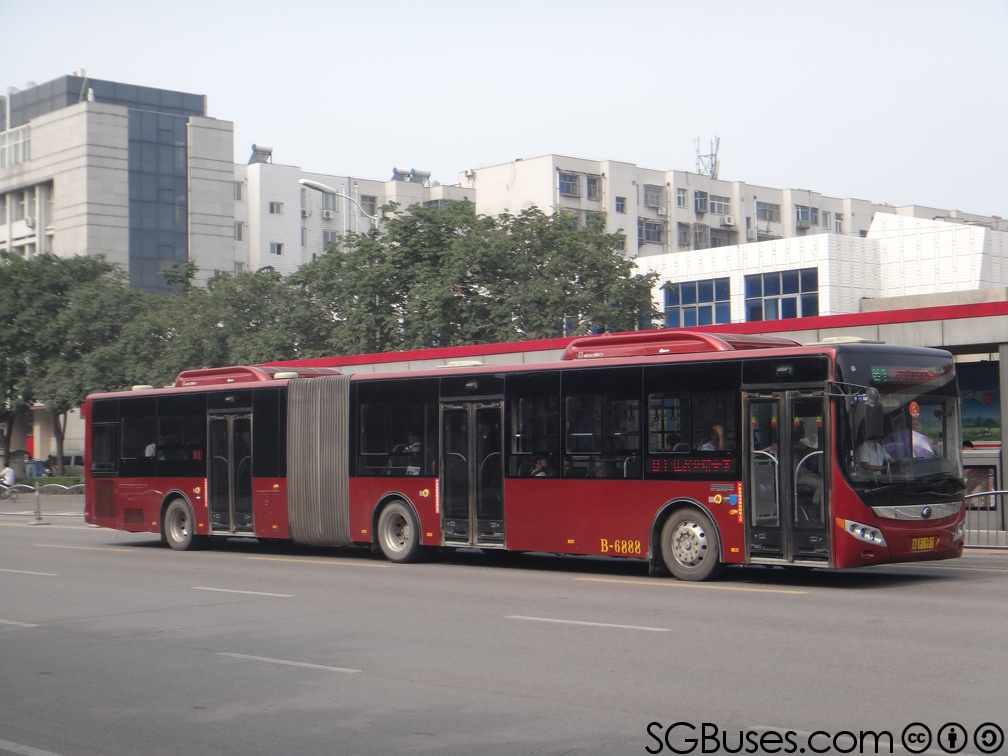
宇通ZK6180CHEVG1型（B1路，2014年7月）
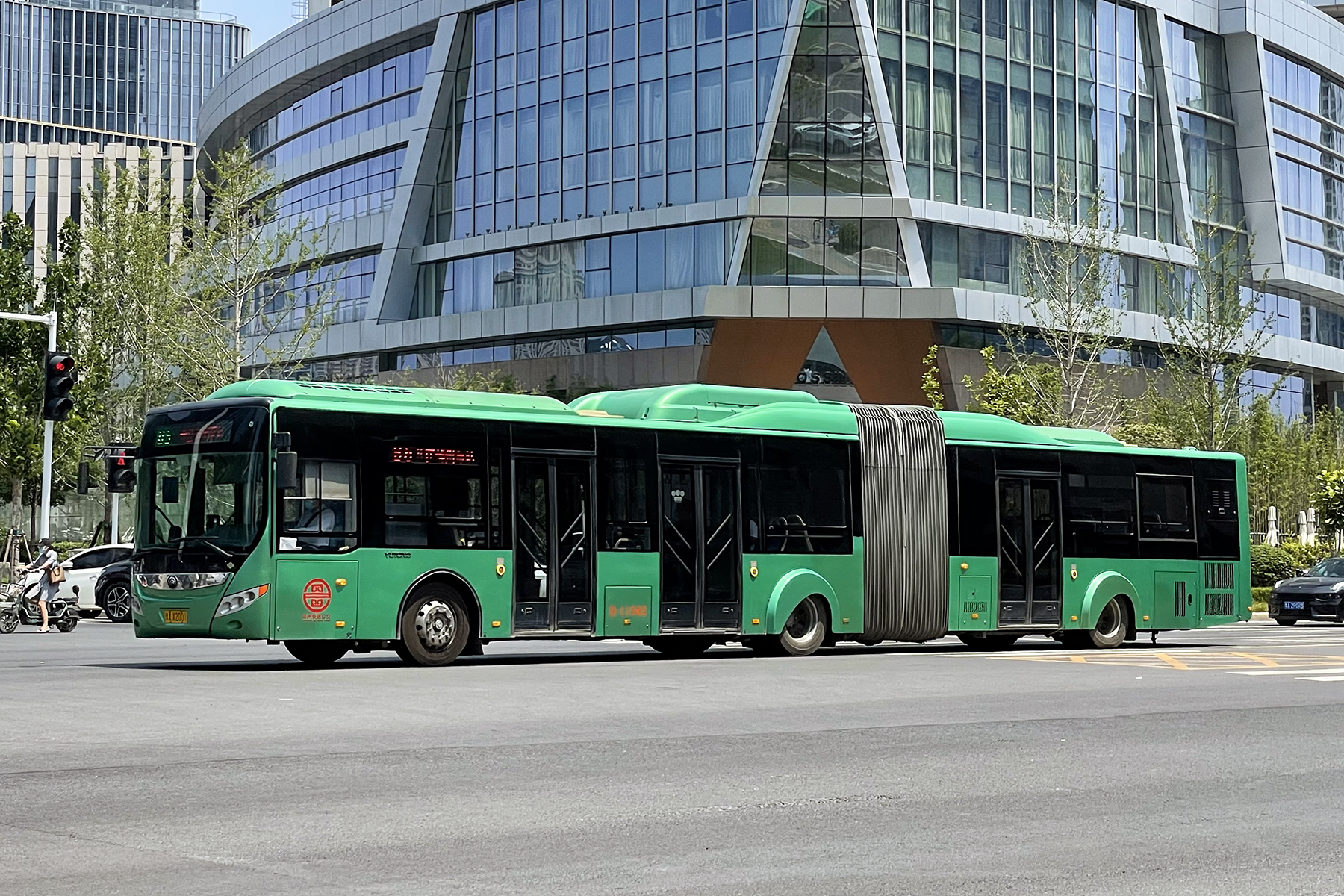
宇通ZK6180CHEVNPG3型（B5路，2021年8月）